# Pyla fasciella
Pyla fasciella is een vlinder uit de familie van de snuitmotten (Pyralidae). De wetenschappelijke naam van de soort is voor het eerst geldig gepubliceerd in 1917 door Barnes & McDunnough.